# Lannon
Lannon – wieś w Stanach Zjednoczonych, w stanie Wisconsin, w hrabstwie Waukesha.